# Український комітет охорони пам'яток природи

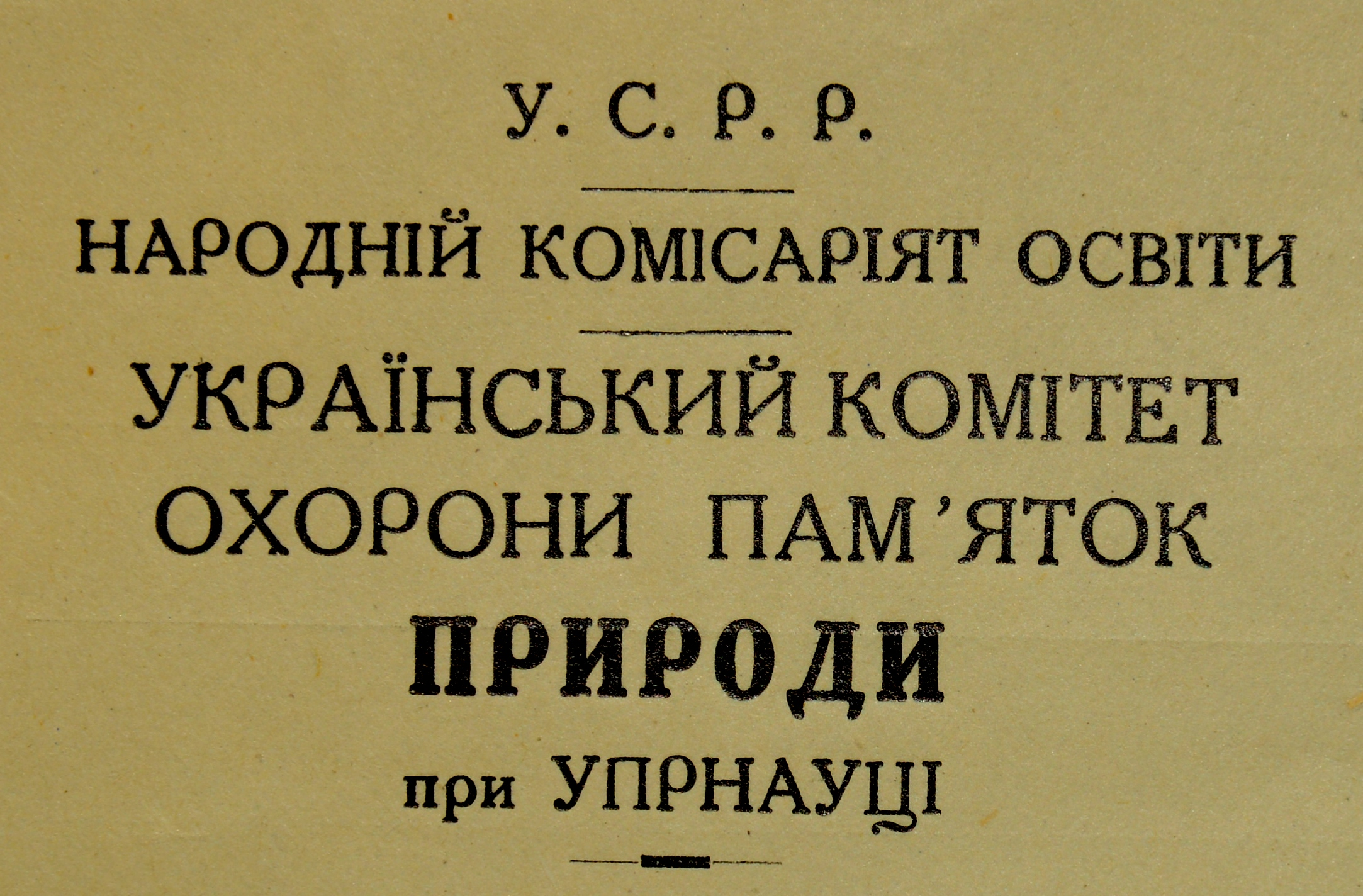
Логотип Українського комітету охорони пам'яток природи, 1927

Український комітет охорони пам'яток природи — дорадчий орган при Народному комісаріаті освіти УРСР, що існував з 1926 по 1939 роки.

## Історія
Створений 16 липня 1926 року Всеукраїнським центральним виконавчим комітетом та Радою народних комісарів УРСР шляхом прийняття «Положення про пам'ятники культури і природи» , яке стало першим законодавчим актом України в галузі охорони природи. Положення визначало підпорядкування пам'яток природи Народному комісаріату Освіти (НКО).
Для допомоги НКО в питаннях охорони природи створено дорадчий орган – Український комітет охорони природи (УКОПП) та аналогічний йому Український Комітет охорони пам'яток культури (УКОПК) – зорієнтований на охорону історико-культурної спадщини. Обидва Комітети мали 4 краєві інспектури, що були створені на місцях при краєвих відділеннях НКО. Імовірно, на краєвому рівні інспектури поєднували функції УКОПП та УКОПК. За правовим статусом це були міжвідомчі органи з науково-консультативними повноваженнями та окремими оперативними функціями. Щоправда фізично УКОПП запрацював лише 12 лютого 1928 року. До цього функцію охорони природи виконував власне НКО в особі Головного інспектора з охорони пам'яток природи і секретаря, які вели листування щодо створення нових заповідників і заказників із Окрвиконкомами, науковими установами (зокрема музеями) та організаціями Всеукраїнської спілки мисливців та рибалок.
Устава Про УКОПП передбачає фінансування Комітету з асигнувань НКО, дотацій державних підприємств на спеціальні роботи та коштів від продажу видань УКОПП.
У 1934 році Народний комісаріат освіти повністю згорнув роботу крайових інспектур.
Згідно з Постановою РНК СРСР від 14 жовтня 1939 року, УКОПП був ліквідований остаточно.

## Структура
УКОПП складається в центрі з Головного інспектора охорони природи НКО (О. С. Федоровський) і чотирьох крайових інспектур: Харківська (крайовий інспектор — Е. М. Лавренко), Київська (крайовий інспектор — М. В. Шарлемань), Одеська (крайовий інспектор — А. А. Браунер), Дніпропетровська (крайовий інспектор — М. П. Акімов).
Також, 24 грудня 1926 року, затверджена Інструкція про організацію округових і місцевих комісій охорони пам'яток культури та природи. Згідно з Інструкцією, для сприяння УКОПП, в округових містах утворюються округові комісії охорони пам'яток культури і природи, а в інших місцях – місцеві комісії охорони пам'яток культури і природи. Ініціаторами створення комісій є краєві інспектори. Округові комісії підпорядковуються Краєвим інспектурам.
В 1931 році на заміну Інструкції прийнята нова Інструкція НКО УСРР про місцеві комісії для охорони пам'яток культури і природи, спільна для УКОПП та УКОПК.
Крім того, затверджена Інструкція про утворення мережі кореспондентів комітетів охорони пам'яток культури й природи, згідно з якою, за пропозицією кураєвого інспектора УКОПП має повноваження надати звання «кореспондента охорони пам'яток культури й природи» найбільш активним громадянам, що сприяють роботі УКОПП (пар.2). Діяльність кореспондентів добровільна і не оплачується (хоча і може преміюватись) (пар.3). Кореспондентам рекомендується створювати гуртки «Друзів пам'яток культури й природи».
У 1934 році діяло 145 кореспондентів УКОПП.

## Діяльність

### 1926-03/1927
1. Виконано експедиційне обстеження 1 Державного степового заповіднику «Чаплі».
2. Розроблений та поданий до РНК проект положення про 1 Державний степовий заповідник
3. Розроблений та  внесений до РНК проект декрету про утворення Надморських заповідників загальною площею 25 305 гектарів
4. Розроблений і погоджується з зацікавленими установами  проект декрету про утворення  Державного  Піскового заповідника  площею 65 000 гектарів
5. Підготовлюється  природниче обстеження  території Дніпрельстану
6. Утворені краєві інспекторіати в Києві, Харкові, Одесі, Дніпропетровську та  Краєвий комітет охорони природи в Одесі
7. Розпочати організація сітки  кореспондентів на  місцях. Вироблена інструкція для кореспондентів
8. Установлено зв'язок з АМСРР в справі охорони пам'яток природи
9. Складений та друкується  збірник «Охорона природи  на Україні»
10. Організована технічна частина  Українського комітету охорони пам’яток природи (розроблені анкети для реєстрації  різних категорій пам'яток, зразки реєстраційних карток, карткові покажчики за американською системою, складені мапи  розподілу краєвих інспекторіатів, існуючих заповідників
11. Взято на облік та зареєстровано  1000 пам’яток природи[10]

### 1928 рік
З 12 лютого 1928 року по 1 квітня 1929 року УОПП провів такі роботи (тут наводимо лише зовнішню діяльність, без внутрішньоорганізаційної та інституційної активності):
У справі виявлення пам'яток природи
1. Складено реєстр 199 пам'яток та надіслано списки до ОВК-омів з зазначенням заходів потрібних до охорони.
2. Складено реєстр лісів УСРР, та погоджено з ВУПЛ-ом справу визначення меж (87 ділянок)
3. Складено реєстр цілин України (264 ділянки)
4. Взято на облік старі насадження по шляхах по всіх округах України
5. Проведено 31 експедицію по вивченню майбутніх заповідників та по пошуку ділянок, перспективних для заповідання

У справі охорони пам'яток
1. Розроблено окремою комісією остаточно проект та оголошено РНК постанову про Піщаний заповідник Дніпрового низу
2. Подано до РНК проекти Державних заповідників: Уманський ІІІ інтернаціоналу парк, Устимівський парк, Боковеньківський парк, Лісовий заповідник «Чорний ліс», Лісовий заповідник «Корабельний гай»
3. Оголошено 8 заповідників місцевого значення
4. Вжито заходів охорони старих дерев по шляхах Вінниччини, попередньо погоджено створення низки заповідників, оголошено постанови Черкаської, Запорізької, Дніпропетровської та Кременчуцької ОВК про охорону пам'яток природи.
5. Утворено варту Устимівського дендрологічного парку, парку ІІІ Інтернаціоналу, Хомутовської цілини та Парасоцького лісу, окопано канавою заповідник «Гетьманщина», припинено розорання Михайлівської цілини, утворено варту й обсаджено деревами Кам'яні могили, городжено заповідник Корабельний гай, припинено поруб Ірдинського проектованого заповідника, покіс заповідної цілини в «Чаплі» та припинено браконьєрство в ньому

Популяризація ідеї охорони пам'яток природи
1. В періодичній пресі вміщено низку статей
2. Надіслано більш 400 брошур Є. Лавренка «Охорона природи на Україні» по зацікавлених установах та до осіб
3. Дніпропетровська інспектура видала 11 науково-популярних ілюстрованих листівок до охорони рослин й тварин та окремо зазивного листа до шкіл – охороняти природу.
4. Надіслано більш 350 прим. збірника «Охорони природи на Україні» по зацікавлених установах
5. Проведення 10 екскурсій в Дніпропетровському інспекторіаті
6. Прочитано низку доповідей у Києві по клубах залізничників, єврейському, дому вчених, селянам с. Віти Литовської, Підгірців, Лісників, Хотова. Лекцію по охороні птахів на радіо, через Київську Радіостанцію (Київський інспекторіат)
7. Зараховано близько 2000 членів аматорів природи в Дніпропетровському інспекторіаті по 40 шкільних гуртках
8. Видано збірник ІІ «Охорона природи на Україні» та окремі відбитки всіх його статей[11]

## Видання УКОПП
У 1927 році за редакцією О. Федоровського та Є. Лавренка виходить перший збірник «Охорона пам'яток природи на Україні», що є власним виданням УКОПП. Завданням збірника, що відкриває заплановану серію, є фіксація зібраних УКОПП природничих відомостей та популяризація природничих знань. До збірника входять статті видатних біологів-натуралістів Є Лавренка, М. Шарлеманя, М. Клокова, Ю. Клеопова, Ф. Левіної та М. Шалита та В. Аверіна. Крім того, як інструктивні матеріали для учасників УКОПП, до збірки включені 6 анкет для збирання відомостей про окремі категорії пам'яток природи, підготовані Є.Лавренком та офіційні документи.
У 1928 році вийшов другий і останній збірник «Охорона пам'яток природи на Україні», присвячений степовим пам'яткам природи та степовим заповідникам. В статтях збірника автори пропонують утворити найбільш важливі степові заповідники: Державний пісковий заповідник Дніпровського Низу, Михайлівську цілину, Мошногірсько-Ірдинського заповідника, Чернечої гори та Схилу Валового (Черкащина), Ямбурзької цілини. Також подаються матеріали обстеження вже існуючих Надморських заповідників та заповідника «Чаплі» (Асканія-Нова), Хомутовського степу, Кам'яних могил, Вапнякових схилів понад р. Кальчик.
До другого збірника також включено «Анкету для збирання відомостей про рідких звірів України: оленя, козулі, кабана, байбака та видри», а також Постанову РНК УСРР Про утворення піщаних заповідників в районі Дніпровського Низу від 19 червня 1928 року.
1930 року у Дніпропетровську виходить збірник за редакцією М. П. Акімова «Охороняймо пам'ятки природи. Матеріяли до охорони природи Середньої Надніпрянщини». До збірки включено статті М. Акімова «Про охорону природи» та «Головні пам'ятки природи Середньої Надніпрянщини», некролог та стаття члена інспектури М. Лещенка про скелі у м. Дніпропетровську та офіційний відділ. Книга починається представленням 36 осіб, що сприяли роботі Інспектури, збираючи відомості про пам'ятки.
Підсумковою працею всього періоду створення перших заповідних територій (1917—1932) стає праця М. Шалита «Заповідники і пам'ятки природи України» (1932), Харківською краєвою інспектурою охорони пам'яток природи. Книга виходить вже після запровадження цензури і тому автор уникає емоційних висловлювань щодо заповідної справи та гасел, згадувань про «заборонених» лідерів заповідної справи, натомість багато йдеться про радянську владу, в деталях описується господарська користь заповідників. Попри незначну ідеологічну складову, книга стає зведенням всієї дозволеної інформації про українські природоохоронні території станом на 1932 рік. Фактично, книга підводить риску під першим етапом розвитку заповідної справи в Україні та роботою УКОПП.
Книжка містить описи та класифікацію всіх наявних на 1932 рік 125-ти пам'яток природи України (42 республіканського значення та 83 – місцевого значення) та включає карту всіх зазначених пам'яток, що є єдиною повною картою природоохоронних територій періоду до 1930-х років включно.

## Кінофільми УКОПП
Першим таким фільмом стала стрічка "Конча-Заспа" про заповідник «Конча-Заспа», що знімалася 1928 року. Імовірно, саме цей фільм став першим тому, що заповідник розташовувався неподалік Києва, мав надзвичайно активного директора М. Шарлеманя та добре облаштовану працюючу адміністрацію. Фільм виявився дуже успішним, демонструвався навіть на ігровому екрані (у тому числі – 5 місяців поспіль у Ленінграді). Крім краєвидів природи, фільм демонстрував працівників науково-дослідної станції заповідника за роботою. 1931 року тут-таки знято другий фільм М. Шарлеманя "Бобер на Україні".
1929 року співробітники ВУАН М. Шарлемань та А. Лазаренко планували зйомки повнометражного фільму "Надморські заповідники" та окремих фільмів про три експедиції на Чорне й Азовське моря в рамках циклу «Культурфільмів ВУФКУ». Зйомки фільму про Надморські заповідники мали розпочатись навесні 1930 року. Перша експедиція мала знімати квітування весняних рослин та весняний проліт птахів. Друга експедиція планувалась на середину та кінець травня мала на меті відзняти гніздування птахів та традиційні промисли районів розміщення "заповідників". Третя експедиція мала знімати осінню рослинність степів у надморській смузі та осінню міграцію птахів. Очевидно, розроблений М. Шарлеманем та А. Лазаренком знімальний план не вдалось реалізувати. Натомість є відомості про те, принаймні один з цих фільмів, а саме про Олешківські піски, як частину Надморських заповідників, був знятий. Судячи з усього, до нашого часу запис фільму не збережений.
Фільм вийшов, очевидно, як протиставлення агітаційній повнометражній стрічці «Проблема українських пісків», що вийшла орієнтовно 1929-1930 і була присвячена складностям господарчого освоєння нижньодніпровських пісків.
Жодної іншої інформації про будь-які природоохоронні фільми, що знімались в Україні до 1930-х немає.

## Персоналії
Голова УКОПП:
- Полоз Михайло Миколайович

Вчений секретар УКОПП
- Тихий Микола Йосипович

Головний Інспектор з охорони пам'яток природи:
- Федоровський Олександр Семенович

Краєві інспектори:
- Київський — Шарлемань Микола Васильович,
- Дніпропетровський — Акімов Михайло Павлович,
- Харківський — Лавренко Євген Михайлович, після нього Шалит Михайло Соломонович
- Одеський — Браунер Олександр Олександрович.

Члени УКОПП:
Яната Олександр Алоїзович
Кореспонденти УКОПП:
Станчинський Володимир Володимирович, Гавриленко Микола Іванович, Белінг Дмитро Євстахійович, Десятова-Шостенко Наталія Олексіївна, Гурський Валер'ян Ярославович, Іллічевський Сергій Олімпієвич, Костюченко Андрій Семенович, Котов Михайло Іванович, Коваленко Іван Пантелеймонович, Коваленко Іван Пантелеймонович, Шуммер Олександр Олексійович, Фортунатов Борис Костянтинович, Шалит Михайло Соломонович, Товстоліс Дмитро Іванович, Клеопов Юрій Дмитрович, Клоков Михайло Васильович та інші.